# شبه‌نیرو
یک شبه‌نیرو (به انگلیسی: fictitious force) یک نمایش نیرویی غیرواقعی است که هنگامی دیده می‌شود که ناظر در یک دستگاه مرجع لخت قرار نداشته باشد؛ یعنی مثلاً در یک دستگاه مرجع چرخان باشد.
نیروی F از هیچ‌گونه منبعی به وجود نمی‌آید اما شتابی با مقدار a در دستگاه مرجع غیرلخت دیده می‌شود.
مثالی که از این نیرو می‌توان زد این است که ناظر در یک صفحه چرخان با سرعت زاویه‌ای ثابت و افقی بدون اصطکاک قرار داشته باشد و در یک لحظه جسمی را به سمت مرکز بفرستد در این صورت جسم ما از دید ناظر غیر لخت که همان فرستنده است سرعت اولیه‌ای در راستای مماسی ندارد اما سرعت اولیه شعاعی دارد و ناظر بیرونی (ناظر لخت) سرعت اولیه شعاعی و مماسی را می‌بیند. همزمان با حرکت جسم در راستای کاهش شعاع، سرعت مماسی صفحه کاهش می‌یابد({\displaystyle V_{tan}=r\omega }) و برآیند حرکت موجب می‌شود تا جسم از صفحه جلوتر می‌افتد و از دید ناظر لخت این موضوع به سرعت اولیه بستگی دارد ولی از دید ناظر غیر لخت این حرکت بدون هیچ‌گونه منبع داخلی بوده و باید از طریق نیرویی تأمین شود. که آن را به صورت یک شبه-نیرو می‌بینید. 
اگر زمین یک جسم چرخان تلقی شود و حرکت به گونه‌ای باشد که این تغییر قابل توجه باشد پدیده‌ای مشابه مثال بالا رخ می‌دهد که آن را نیروی کوریولیس می‌نامند و عامل به وجود آورنده گردبادها است.

## انواع شبه‌نیروها
- شبه‌نیروی به وجود آمده در شتابگیری حرکت مستقیم‌الخط

برای حرکت‌های چرخان یکنواخت
- نیروی گریز از مرکز
- نیروی کوریولیس

و برای حرکت‌های چرخان غیریکنواخت
- نیروی اویلر